# Sindicato Angolano dos Camponeses e Operários
Sindicato Angolano dos Camponeses e Operários (SINDACO) era un sindicat d'Angola. SINDACO era vinculat a UNITA.
SINDACO va ser fundat en un congrés celebrat el 24-25 d'abril de 1975 on es van fusionar la CNTA i la pro-UNITA UGTA. La Confederació Internacional de Sindicats Lliures va estar representada en l'esdeveniment.
SINDACO va romandre principalment a les ciutats dominades pels ovimbundu de Huambo i Lobito, alhora que era marginal a Luanda (on el MPLA estava monopolitzant el control del moviment sindical). Les activitats de SINDACO van ser interrompudes per la Guerra Civil angolesa. A Lobito SINDACO era liderat per Jorge Valemtim.